# Xanthi (Regionalbezirk)
Xanthi (griechisch Περιφερειακή Ενότητα Ξάνθης Periferiakí Enótita Xánthis) ist einer der sechs Regionalbezirke der griechischen Region Ostmakedonien und Thrakien um den Hauptort Xanthi. Xanthi hatte bis 1944 den Status einer Provinz in der Präfektur Rodopi. Nach der Ausgliederung aus Rodopi bildete er bis 1994 eine eigene Präfektur, dann wurde er zu den Präfekten-Wahlen 1994 mit den Präfekturen Drama und Kavala zur Über-Präfektur Drama-Kavala-Xanthi verschmolzen. Mit der Verwaltungsreform 2010 wurden die Präfekturen abgeschafft und ihre Kompetenzen an die Region und die durch Zusammenlegung erheblich vergrößerten Gemeinden abgegeben. Der Regionalbezirk entsendet neun Abgeordnete in den Regionalrat, hat aber darüber hinaus keine politische Bedeutung. Xanthi umfasst die Gemeinden Avdira, Myki, Topiros und Xanthi.

## Geografie
Ein wichtiges Naturschutzgebiet bildet der Vistonida-See im Südosten des Bezirks.

## Bevölkerung
Die Bevölkerung des Regionalbezirks setzt sich neben der griechischen Mehrheit auch aus Türken, Roma sowie Pomaken zusammen, die einen Dialekt der bulgarischen Sprache sprechen.
Das Gebiet, das seit Ende des 14. Jahrhunderts zum Osmanischen Reich gehörte, war über viele Jahrhunderte multiethnisch und -religiös besiedelt. Mit dem zum Ende des 19. Jahrhunderts aufgekeimten Nationalismus wurde es bald von den relativ jungen Staaten Griechenland und Bulgarien beansprucht. Ein kleines Gebiet um Stavroupoli gelangte 1912/1913 nach der Beendigung des Zweiten Balkankrieges durch den Londoner Vertrag an Griechenland und wurde zunächst von der makedonischen Präfektur Drama verwaltet. Das übrige Gebiet Xanthis war in den Balkankriegen und im Ersten Weltkrieg zwischen dem Osmanischen Reich, Bulgarien und Griechenland umkämpft und wurde durch verschiedene internationale Verträge unter jeweils neue Herrschaft gestellt. So fiel es durch den Londoner Vertrag (1913) an Bulgarien, unterstand noch im selben Jahr für kurze Zeit der von Türken gebildeten Provisorischen Regierung Westthrakien, war dann wieder bulgarisch (Friede von Bukarest, 1913), fiel nach dem Ersten Weltkrieg unter Verwaltung Frankreichs für die Entente (Vertrag von Neuilly-sur-Seine, 1919) und kurz darauf an Griechenland (Vertrag von Sèvres, 1920), was nach dem Griechisch-Türkischen Krieg durch den Vertrag von Lausanne (1923) endgültig bestätigt wurde.
Die wechselnde Herrschaft über Westthrakien führte zu unterschiedlichen Flüchtlingsbewegungen, die Muslime und Griechisch- wie Bulgarisch-Orthodoxe zu jeweils unterschiedlichen Zeiten betrafen. So verließen zwischen 1913 und 1919 viele griechische Einwohner das Gebiet nach Westen, während Türken ins Osmanische Reich flohen und Bulgaren angesiedelt wurden. Ab 1920 kehrten wieder zahlreiche Griechen zurück. Die bulgarisch-orthodoxen Einwohner Xanthis, in Bulgarien als Thrakische Bulgaren bezeichnet, wurden zwischen 1878 und 1913 in mehreren Etappen aus Westthrakien nach Bulgarien vertrieben. Im Gegenzug mussten infolge des Vertrags von Neuilly-sur-Seine die dort verbliebenen Griechen das nunmehr bulgarische Territorium in Nordthrakien verlassen.
Vom Bevölkerungsaustausch zwischen Griechenland und der Türkei nach 1923 war Xanthi wie das gesamte griechische Thrakien laut dem Vertrag von Lausanne ausgenommen, so dass muslimische Türken, Pomaken und Roma im Land verbleiben konnten. Zu ihnen kamen zahlreiche griechisch-, aber auch türkischsprachige orthodoxe Christen als Flüchtlinge aus der neu gegründeten Türkei, wo nur Konstantinopel und die Inseln Gökçeada und Bozcaada vom Austausch ausgenommen waren.
Die griechische Volkszählung von 1928 erhob auch Daten zu Geburtsort, Muttersprache und Religionszugehörigkeit der Einwohner. Aus ihr ergibt sich folgendes Bild:
| Religion            | gesamt | christlich | christlich | christlich | muslimisch | jüdisch |
| Sprache             |        | orth.      | kath.      | prot.      |            |         |
| ------------------- | ------ | ---------- | ---------- | ---------- | ---------- | ------- |
| Griechisch          | 44.343 | 44.245     | 27         | 7          | 43         | 21      |
| Türkisch            | 27.565 | 2.988      | 2          | 1          | 24.574     | –       |
| Bulgarisch          | 14.260 | 3          | –          | –          | 14.257     | –       |
| Armenisch           | 1.143  | 1.079      | 2          | 1          | 7          | –       |
| „Spanisch“          | 694    | –          | –          | –          | –          | 694     |
| „Zigeunerisch“      | 547    | 149        | –          | –          | 398        | –       |
| „Makedononslawisch“ | 296    | 294        | –          | 2          | –          | –       |
| Albanisch           | 177    | 2          | –          | –          | 175        | –       |
| Russisch            | 41     | 41         | –          | –          | –          | –       |
| „Koutzovlachisch“   | 37     | 37         | –          | –          | –          | –       |
| Italienisch         | 12     | –          | 9          | –          | –          | 3       |
| Englisch            | 8      | 3          | 1          | 3          | 1          | –       |
| übrige Sprachen     | 143    | 54         | 17         | 7          | 58         | 7       |
| gesamt              | 89.266 | 48.895     | 83         | 47         | 39.513     | 725     |

Was die Geburtsorte der Einwohner betrifft, konstatiert die Volkszählung insgesamt 55.054 Personen, die in Griechenland geboren sind. Dem stehen 34.212 Personen anderer Herkunft gegenüber, die meisten aus dem nicht griechischen Thrakien (15.028), gefolgt von Zuwanderern aus Kleinasien (9.799) und dem Pontos (3.486) sowie Bulgarien (3.579).